# 消费者理论
消费者理论主要研究两个重要的理论：他们是基数效用理论和序数效用理论；这两者都是常见的分析方法，其中基数效用理论（cardinal utility theory）一般的采用的是边际效用分析法，序数效用理论（ordinal utility theory）则一般采用的是无差异曲线分析法。

## 基数效用理论
基数效用理论在西方经济学中是研究市场的消费者行为的一种理论。
基本观点是：消费者所购得的产品效用是可以计量并加总求和的，在这种情况下，效用的大小可以用数学上的基数（1、2、3…）来表示。所谓产品效用可以计量，就是指消费者消费某一特定物品所得到的满足程度可以用效用单位来进行计量，比如用10元钱看一场电影的效用是50，用5元钱买一杯饮料的效用是5，那么花15元钱可以得到55个效用单位。根据这种理论，可以用具体的数字来研究消费者效用最大化问题。

## 序数效用理论
序数效用论是另一种研究消费者行为的理论。其基本观点是：效用作为一种心理现象无法计量，也不能加总求和，只能表示出满足程度的高低与顺序，因此，效用只能用序数（第一、第二、第三…）来定性进行研究。
如刚才提到的例子，如果看电影的效用比喝饮料高，那么电影的效用就是第一，饮料是第二，至于具体的数值则不作定量的研究。